# Johan Price-Pejtersen
Johan Price-Pejtersen (Frederiksberg, 26 maggio 1999) è un ciclista su strada e pistard danese che corre per il team Alpecin-Deceuninck. È stato due volte campione europeo Under-23 a cronometro, nel 2019 e nel 2021.

## Palmarès

### Strada
- 2018 (ColoQuick, una vittoria)

5ª tappa, 2ª semitappa Olympia's Tour (Offenbeek > Offenbeek, cronometro)
- 2019 (ColoQuick, due vittorie)

Campionati danesi, Prova a cronometro Under-23
Campionati europei, Prova a cronometro Under-23 (con la Nazionale danese)
- 2021 (Uno-X Pro Cycling Team, tre vittorie)

Campionati europei, Prova a cronometro Under-23 (con la Nazionale danese)
Campionati mondiali, Prova a cronometro Under-23 (con la Nazionale danese)
Campionati danesi, Prova a cronometro Under-23

### Pista
- 2016

Campionati danesi, Inseguimento a squadre (con Julius Johansen, Matias Malmberg e Mathias Larsen)
- 2017

Campionati del mondo, Inseguimento individuale Junior

## Piazzamenti

### Classiche monumento
- Parigi-Roubaix

2022: ritirato

### Competizioni mondiali
- Campionati del mondo su strada

Bergen 2017 - Cronometro Junior: 14º
Bergen 2017 - In linea Junior: 121º
Innsbruck 2018 - Cronometro Under-23: 31º
Yorkshire 2019 - Cronometro Under-23: 59º
Fiandre 2021 - Cronometro Under-23: vincitore
- Campionati del mondo su pista

Montichiari 2017 - Inseguimento individuale Junior: vincitore
Montichiari 2017 - Inseguimento a squadre Junior: 2º

### Competizioni europee
- Campionati europei su strada

Alkmaar 2019 - Cronometro Under-23: vincitore
Alkmaar 2019 - In linea Under-23: ritirato
Trento 2021 - Cronometro Under-23: vincitore
Monaco di Baviera 2022 - In linea Elite: 113°